# 宗懍
宗懍（？—？），字元懍，南阳郡涅阳县（今河南省邓州市）人，南梁學者暨文學家，著有《荊楚歲時記》。

## 生平
宗懍從少年時代就天資聰穎，相當好學，說話常引用典故，鄉里的人皆稱呼他「小兒學士」。梁普通六年（525年）舉秀才，當時還是湘東王的蕭繹在鎮守荊州時，令長史劉之遴舉薦青年人才，劉氏遂推薦宗懍。隔日宗懍就被指派為湘東王府兼記室。有一次傍晚，蕭繹請宗懍書寫《龍川廟碑》，一夜便就，獲得蕭繹的歎美。後來蕭繹移鎮江州，令宗懍為刑獄參軍，兼掌書記。後又歷任臨汝、建成、廣晉三縣縣令，後因母喪去職。
蕭繹繼位後，任尚書郎，封信安縣侯，邑一千戶。累遷吏部郎中、五兵尚書、吏部尚書。承聖三年（554年），西魏攻破江陵，宗懍與王褒、劉瑴一同被俘虏到长安，宇文泰对宗懔甚为器重，累拜车骑大将军、仪同三司，又与王褒等在麟趾殿刊定群书。保定年間（561年 - 565年）卒，年六十四。

## 著作
宗懍一生著作頗豐，有文集二十卷行于世。其中《荆楚歲時記》为中国现今保存最为完整的一部记录岁时节令、风物故事的笔记体散文著作，记述荆楚地区的农事、治病、祭祀、婚嫁等民俗习惯和民间故事。

## 家世
宗懍的八世祖宗承在晉朝永嘉之亂因討伐陳敏有功，封為柴桑縣侯，又任宜都郡守。後移居江陵，從此世居此地。
父親宗高之為梁朝山陰縣令。

## 外部連結
[在维基数据编辑]
 在维基文库阅读此作者作品
 《周書·卷42》，出自令狐德棻《周書》
 《北史·卷070》，出自李延壽《北史》